# Verbascum teyberianum
Verbascum teyberianum är en flenörtsväxtart som beskrevs av Anton Heimerl. Verbascum teyberianum ingår i släktet kungsljus, och familjen flenörtsväxter. Inga underarter finns listade i Catalogue of Life.